# María Herminia Sabbia y Oribe
María Herminia Sabbia y Oribe (Uruguai, 1883 - 1961) va ser una poetessa uruguaiana.
Nascuda el 1883, va ser filla de la uruguaiana María Luisa Oribe Montiel i del comte italià Roberto Sabbia, natural de Pavia.
És una autora força desconeguda, les seves obres estan documentades entre 1890 i 1910. El 1898 va publicar un llibre de poemes escrit durant l'adolescència titulat Aleteos. El llibre recull peces de 1895 i està dedicat als seus pares i a les seves amigues. A més, Sabbia va rebre el suport de literats del moment Angelo de Gubernatis, Eduardo Acevedo Díaz, Carlos Roxlo i Arturo Giménez Pastor, amb elogis inclosos en la mateixa obra. Hom afirma que la seva poesia és deutora de l'estètica romàntica, consideració van afirmar els crítics literaris Raúl Montero i Sarah Bollo, i de temàtica íntima, familiar i religiosa.
Va col·laborar també amb revistes literàries uruguaianes de prestigi com Almanaque Ilustrado del Uruguay. Per aquesta raó, part de la seva obra està dispersa i fragmentada entre les diferents capçaleres del moment. Alguns textos, inclosos uns que no apareixien al seu llibre, van ser inclosos en l'antologia El Parnaso Oriental, publicada per Raúl Montero el 1905.
El 1896 va adscriure's al Partit Nacional de l'Uruguai i va ser membre de la seva secció femenina, una militància que, segons María Bedrossián, no s'infereix dels seus textos publicats el 1898.
Sabbia va morir el 1961.